# Comtat de La Marca
|  | Aquest article tracta sobre la jurisdicció aquitana. Vegeu-ne altres significats a «Comtat de la Mark». |

El comtat de La Marca - la Marcha (occità), la Marche (francès) - fou una jurisdicció feudal d'Aquitània, al Llemosí, que forma la regió històrica occitana de la Marca llemosina. Va estar dividida en dos parts, l'Alta Marca, amb capital a Charroux i més tard a Garait, i la Baixa Marca, amb capital a Belac.
El duc d'Aquitània Guillem Cap d'Estopa va conferir el comtat probablement a Heli o Sulpici, que podria haver estat el primer comte (potser abans ho fou Jofre de Charroux, pare de Sulpici). El seu fill Bosó el vell, esmentat com a comte de Charroux, va repartir els dominis propis i els heretats entre els fills: Heli el Perigord, Adalbert I l'alta Marca i Bosó II la baixa Marca, Adalbert I que fou també comte de Perigord va inaugurar la branca d'Alta Marca i va ser assassinat el 995. El va succeir el seu fill Bernat I, mort el 1047. A aquest el seu fill Adalbert II (mort el 1088) i a aquest el seu fill Bosó III mort assassinat el 1091. La successió va passar a sa germana Almodis morta el 1116, casada amb Roger el del Poitou comte de Lancaster i va deixar una filla, Mata o Matilde que el 1059 es va casar amb el duc Guillem VIII d'Aquitània, del que es va divorciar el 1068. Matilde, probablement filla homònima (i no la mateixa Mata o Matilde), es va casar el 1199 amb Hug el Vell de Lusignan (mort el 1219) que va iniciar la segona dinastia. Mentre la Baixa Marca, que es va iniciar amb Bosó II, comte també de Perigord, va desaparèixer puig que aquest comte va morir emmetzinat el 1006 i el seu fill, Aldebert II, fou titulat només comte de Perigord. El seu germà Heli va ser comte de Perigord fins al 1068 havent-se ja fet la completa fusió de la Baixa Marca al Perigord.
Hug el Vell de Lusignan va governar fins al 1219. El va succeir el fill Hug II (X de Lusignan) fins al 1249. Va seguir el fill Hug III (XI) que només va governar un any i va morir el 1250 entrant llavors el seu fill Hug IV (XII) mort el 1270. El seu fill i successor fou Hug V (XIII) mort el 1303. La successió va passar a sa germana Maria, casada amb Esteve II de Sancerre, que fou comtessa fins al 1309 quant el rei Felip IV de França va expropiar el feu i el va donar al seu fill el futur Carles IV de França, que el va tenir fins al 1327 en què el va bescanviar amb la casa de Borbó pel comtat de Clermont en Beauvaisis. Així el 1327 la casa de Borbó va esdevenir casa comtal de La Marca.
Lluís I de Borbó fou comte del 1327 al 1341. El va succeir el seu fill Jaume I fins a la seva mort el 1361. El seu fill Pere va governar poc temps i va morir el 1362 deixant l'herència a sa germà Joan I, que va morir el 1393 i el va succeir el seu fill Jaume II, mort el 1438; llavors la successió va recaure en la filla Elionor de Borbó, casada amb Bernat VII d'Armanyac. Leonor fou comtessa fins a la seva mort el 1462 i la va seguir el seu fill Jaume d'Armanyac, executat pel rei el 1477. Va passar llavors al seu cosí germà Joan II que va morir l'any següent i el va succeir el seu fill Francesc d'Armanyac fins al 1495 en què va morir i la successió va anar a parar a un parent llunyà anomenat Gilbert, casat amb Clara de Bonzague, que va morir l'any següent (1496) deixant el comtat al fill Lluís II, mort el 1501 sense successió i passant al seu germà Carles II el conestable que va morir el 1527 i formalment agregat a la corona que ja havia dictat l'expropiació el 1523 com a càstig per la defecció de Carles que s'havia passat al bàndol espanyol 

## Llista de comtes de La Marca
- Jofre de Charroux c. 920-944
- Heli Sulpici c. 944-960
- Bosó I. C. 960-980
- Bosó II (Baixa Marca) c. 980-1006
- Adalbert I (Alta Marca) c. 980-995
- Bernat I 995-1047
- Adalbert II 1047-1088
- Bosó II 1088-1091
- Almodis 1091-1116
- Roger el Poiteví (comte de Lancaster) 1116
- Mata (Matilde) 1116-c.1170
- Matilde c. 1170-1219
- Hug I (IX de Lusignan) 1199-1219
- Hug II 1219-1249
- Hug III 1249-1250
- Hug IV 1250-1270
- Hug V 1270-1303
- Iolanda 1303-1309

a la corona 1309 i cedit a
- Carles IV de França 1309-1327
- Lluís I de Borbó 1327-1342
- Pere I de Borbó
- Jaume I de La Marca
- Joan I de Borbó-La Marca 1362-1393
- Jaume II de Borbó-La Marca 1393-1438
- Elionor de Borbó-La Marca 1438-1462
- Jaume d'Armanyac 1462-1477
- Joan II de Borbó-La Marca 1477-1478
- Francesc d'Armanyac 1478-1495
- Gilbert 1495-1496
- Lluís II 1496-1501
- Carles II el conestable 1501-1523 (de dret el 1527)
- a la corona francesa 1527